# Glory hole

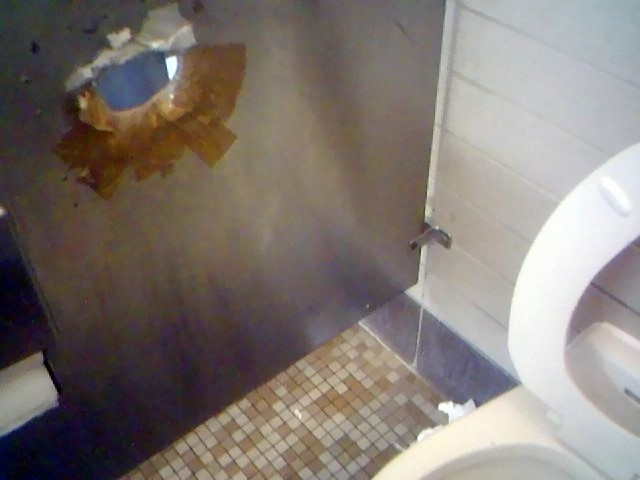
Glory Hole в туалете.

Glory hole — отверстие в стене для пениса с целью совершения анонимных сексуальных контактов, чаще всего гомосексуальных и в общественных туалетах.

## Термин
В английском сленге термином glory hole обозначается отверстие в стене между приватными видео-кабинами в секс-кинотеатре или между кабинками в общественных туалетах, предназначенное для анонимных сексуальных контактов, в первую очередь — между мужчинами.
Само по себе словосочетание glory hole в английском языке имеет и другие значения и обозначает, например, кладовку для свалки ненужного мусора или смотровое окно в стекловарной печи.

## Предназначение и использование
Glory hole возникли в гомосексуальной среде во времена уголовного преследования геев. Сегодня, когда большее развитие получило знакомство через интернет, glory hole потеряли своё значение, ими пользуются, как правило, лишь мужчины, скрывающие свою гомосексуальность и поэтому предпочитающие удовлетворять свои тайные желания с помощью анонимных контактов, при которых они могут не показывать своё лицо; а также мужчины, которые не выдерживают конкуренции при других способах поиска партнёра в силу своей непривлекательности, возраста и прочих причин. Для некоторых мужчин такой вид секса носит характер сексуальной субкультуры.
Glory hole чаще всего находятся в общественных туалетах (например, на вокзалах, в библиотеках, в университетах, на парковочных и заправочных станциях) или в видео-кабинах в секс-шопах. Такие дыры проламываются подручными средствами и служат для анонимных сексуальных контактов — в первую очередь для минета, а также для проникающих (вагинальных и анальных) контактов. Кроме того, через такие дыры свой интерес могут удовлетворять и вуайеристы. В настоящее время glory hole вышли за пределы гомосексуальной субкультуры. Сцены с использованием glory hole часто появляются в порнографических и эротических фильмах, клип «Gloryhole» группы Steel Panther стал достаточно популярен (более 9 млн просмотров). Они встречаются, например, в свингер-клубах и секс-кинотеатрах, которые посещаются и женщинами.
В австрийской столице Вене glory hole используются в так называемых «секс-кабинах», в которых свои услуги предлагают проститутки. Секс-кабины располагаются в специальном помещении, разделённом перегородками с отверстиями, расположенными на уровне гениталий. На уровне плеч при этом часто организуется демонстрация порнографических фильмов.
Подобного рода анонимные сексуальные контакты чрезвычайно опасны, так как несут большие риски заражения болезнями, передающимися половым путём, особенно в случае незащищённого секса без использования презервативов.
В связи с тем, что пользование Glory Hole в общественных местах сопряжено с целым рядом рисков, в настоящее время выпускаются рулонные ширмы для секса, предназначенные для использования в домашних условиях, в том числе и с постоянными партнерами, желающими таким образом разнообразить свою сексуальную жизнь.